# オットー・グリーシンク

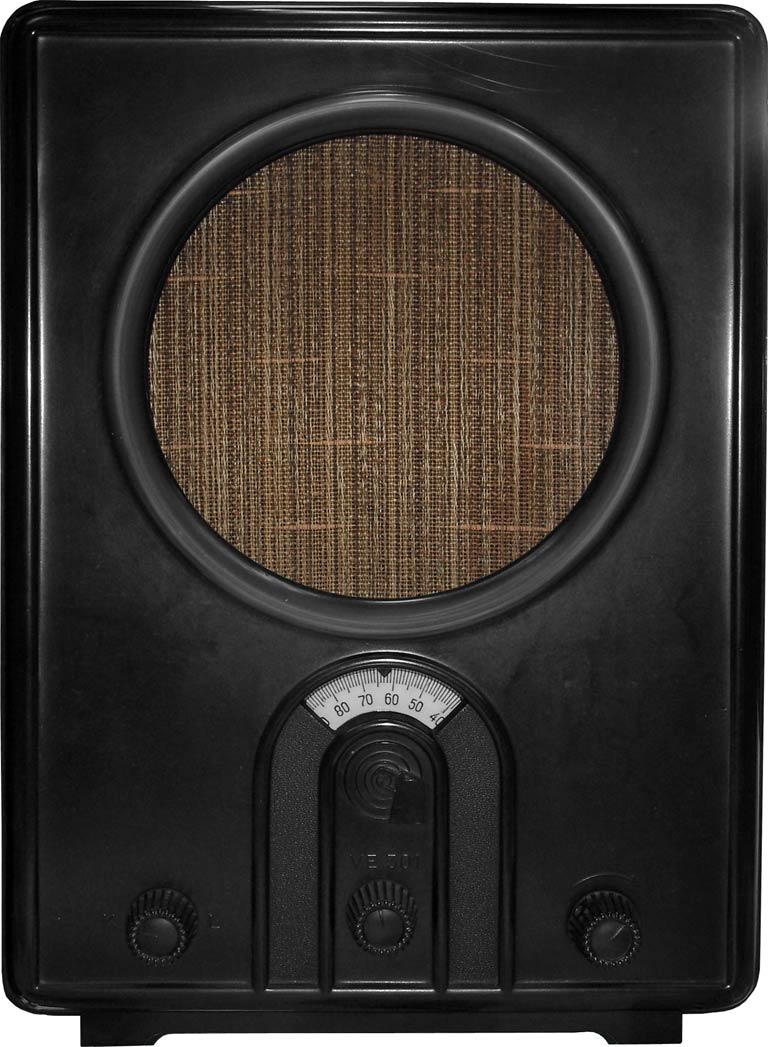
国民ラジオ VE301W

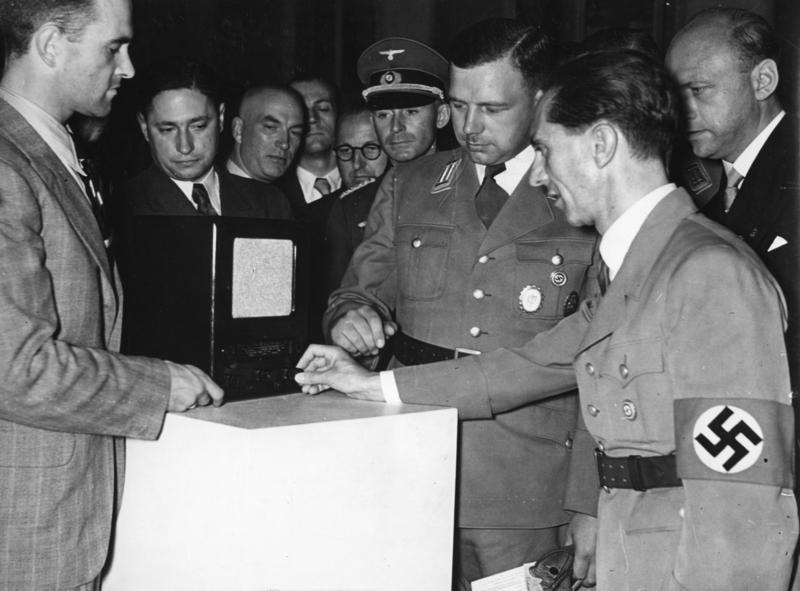
1938年8月5日、大ドイツ放送展で国民ラジオを視察するヨーゼフ・ゲッベルス。

オットー・グリーシンク（独: Otto Griessing, 1897年1月19日 - 1958年11月11日）は、ドイツの電気工学者。プロパガンダの手段としてラジオに着目していたナチス・ドイツの国民啓蒙・宣伝大臣ヨーゼフ・ゲッベルスからの要請を受け、低価格ながら高品質なラジオ受信機「国民ラジオ」の設計・開発を行った。グリーシンクが開発した最初の国民ラジオ「VE-301型」は、1933年8月18日に第10回大ドイツ放送展示会で紹介された。

## 国民ラジオの開発まで
オットー・グリーシンクは1897年1月19日にバイエルン王国（現ドイツ連邦共和国バイエルン州）のミュンヘンで軍の下士官の息子として生まれ、地元で教育を受けていた。しかし、1914年に第一次世界大戦が勃発したため学校を中退。志願兵として軍に入隊して信号係の任務につき、後には中尉に昇任して東部戦線および西部戦線に従軍した。大戦の長期化にともない1918年に地中海東方で軍務に就き、オスマン帝国の降伏に伴い拘禁を受けた。第一次世界大戦終結後の1919年からヴュルツブルク工科大学（現在の応用科学大学ヴュルツブルク＝シュヴァインフルト）に学び、高周波工学に興味を抱いたことからベルリンにあるエーリッヒ・フート社の研究所長カール・ロットガルトの下で働き始めた。その数年後にはミュンヘンの民間放送局「ドイチェ・ストゥンデ」（現バイエルン放送）に移り、テクニカルディレクターとして1924年3月30日の放送開始に貢献。1926年1月から1927年8月までイタリアのトーブラッハにある通信機器製造企業の社長兼テクニカルディレクターを務めた。
1927年9月からベルリン・シェーネベルク区（現テンペルホーフ＝シェーネベルク区）の高周波工学者ゲオルグ・ザイプトの下で働き、すぐに主任工学者のポストへ昇格した。1933年春にヨーゼフ・ゲッベルスの要請を受け、低価格でありながら高品質なラジオ受信機の設計・開発に着手する。ライバルはブラウプンクトとテレフンケンだったが、選考委員会はグリーシンクのモデル（後のVE-301型）を選び、キャビネットのデザインには主としてヴァルター・マリア・ケルスティンクの作品が採用された。このモデルは1933年の大ドイツ放送展示会で同等のラジオ受信機の半分の価格に当たる76ライヒスマルク（独: Reichsmark, RM）であることを高く評価され、その年の秋までに約20万台が販売された。バッテリー駆動のバージョンは65RMだった。また、VE-301型をはじめとするさまざまなモデルの国民ラジオは、第三帝国が存在した1933年から1945年までの時期に最も多く生産されたラジオ受信機となった。1939年の第16回大ドイツテレビ＝ラジオ展示会で突撃隊の制服を着用したグリーシンクは1万RMを超える「放送賞」を授与された。

## 関連書籍
- Kurt Jäger (2010-01) [1996]. Friedrich Heilbronner. ed (ドイツ語). Lexikon der Elektrotechniker (2., überarbeitete und ergänzte Auflage ed.). Berlin, Deutschland: Vde Verlag Gmbh. ISBN 978-3-8007-2903-6